# Shantaram
Shantaram è un romanzo autobiografico del 2003 scritto dallo scrittore australiano Gregory David Roberts.
Shantaram è la storia schietta e anti-retorica di un latitante, basata sull'esperienza di Roberts, al tempo rapinatore, eroinomane, evaso dal carcere di Pentridge e rifugiatosi in India, dove ha poi vissuto per dieci anni. In fuga a Bombay, apre un piccolo ambulatorio gratuito in uno slum (baraccopoli) del terzo mondo, lavora per il principale boss della mafia di Bombay, opera come riciclatore di denaro sporco e come "soldato di strada", affronta le armi russe nelle montagne dell'Afghanistan e si guadagna il soprannome - attribuitogli con acume dalla madre della prima persona, ritenuta affidabile, incontrata a Bombay - di Shantaram, che in lingua marathi significa "uomo di pace" ovvero "uomo della pace di Dio".

## Trama
Nel 1978, Roberts viene condannato a 19 anni di reclusione per alcune rapine commesse quando era tossicodipendente, ma nel luglio del 1980 evade dal carcere di massima sicurezza dello Stato di Victoria in pieno giorno, divenendo da quel momento uno degli uomini più ricercati dell'Australia per tutto il decennio successivo.
Per la maggior parte del periodo di latitanza, Roberts vive a Bombay. Dopo aver conosciuto un uomo del posto, Prabaker, che diventerà il suo miglior amico, organizza una clinica gratuita negli slum, le baraccopoli indiane, in cui impara a conoscere la cultura indiana e le caratteristiche della gente che avrebbe poi finito per amare intensamente.
A causa della sua attività subisce la vendetta della più famosa e influente maîtresse di Bombay, che lo fa arrestare senza un reale capo d'accusa. Rimarrà rinchiuso in carcere, picchiato selvaggiamente e maltrattato, per circa quattro mesi finché un suo amico, su richiesta di Abdel Khader Khan, il capo di uno dei clan mafiosi più potenti di Bombay, lo farà liberare.
Successivamente inizia a lavorare per lo stesso Abdel Khader Khan, operando nel riciclaggio di valuta e nella contraffazione di passaporti. Al contempo, condivide le responsabilità dei suoi nuovi amici, incontrati nel lavoro che svolge presso gli slums. Vivrà poi molte avventure, tra cui parecchi scontri con bande criminali del luogo e l'ingresso negli affari di Bollywood (l'industria cinematografica indiana).
Più avanti si dedicherà ad una missione finalizzata al contrabbando d'armi in favore dei mujaheddin afghani e nel corso di questa lunga spedizione, durante la quale il suo gruppo sarà coinvolto in alcuni episodi di guerriglia, arriva fino alle porte di Kandahar. In tale contesto avviene l'uccisione del suo mentore Khan. Da quel momento tutto gli appare sbagliato e orrendo, e cade in depressione, ritenendo che tutti i suoi amici, Prabaker compreso, siano morti.
Conclude acquisendo la consapevolezza di dover combattere per ciò che crede giusto, e costruirsi una vita onesta a Bombay.

## Flashback e Islam
Ostentando una intensa brutalità narrativa, la seconda parte del libro rievoca inopinatamente ed al tempo presente l'accennata fuga dal carcere, in tutta la sua folle temerarietà. Per un attimo (che dura alcune pagine) il lettore ha la netta impressione che l'orologio del romanzo sia incomprensibilmente tornato indietro di alcuni anni.
Tutto ciò, in realtà, è solo il frutto delle ricorrenti allucinazioni che perseguitano ogni notte il protagonista, perennemente in bilico tra il compiacimento derivantegli dalla contemplazione di un disegno provvidenziale che non può essergli intelligibile, e la disperazione conseguente al senso di colpa in cui si materializzano tanto il rimorso per i crimini commessi, quanto la vergogna per il fallimentare bilancio della propria vita sul piano morale ed affettivo. Come spesso avviene in questo ponderoso racconto, la svolta si manifesta, con apparente casualità, in un momento in cui la morte sfiora i personaggi; proprio in quell'istante, la mano di un vecchio amico lo trattiene con determinata dolcezza.
Da lì a poco entrerà in contatto con Abdel Khader Khan. È riduttivo definire quest'uomo come un capo-mafia. Egli è, prima di tutto, una sorta di guru, un filosofo, una persona dotata di palese carisma, capace di insegnare al suo ateo interlocutore che Dio (nella specie, Allah) esiste in quanto impossibile, rendendo sorprendentemente attuale un dialogo che caratterizzava la filosofia medievale sulla cosiddetta prova ontologica (dell'esistenza dell'Essere supremo). Con un ragionamento Khader delinea in poche battute il primato di una sorta di mondo delle idee (ciò che possiamo "vedere" ad occhi aperti, in verità è pura illusione, laddove, l'impossibile, ciò che possiamo "vedere" ad occhi chiusi, è la realtà sostanziale).

Non possiamo credere in Dio. Possiamo conoscerlo, o non conoscerlo.
Indipendentemente dal riferito carattere di veritiera narrazione, questa situazione esemplifica mirabilmente bene uno dei più sbalorditivi, contraddittorii aspetti dell'India delle caste: il sincretismo.

## Adattamento cinematografico
I diritti per lo sfruttamento cinematografico dell'opera letteraria sono stati acquistati dall'attore Johnny Depp e la Warner Bros. produrrà per il cinema Shantaram, con lo stesso Depp nei panni del protagonista. L'inizio delle riprese era stato annunciato per settembre 2008 ma in seguito il progetto venne abbandonato a causa di insormontabili difficoltà economiche legate alla produzione.
Tuttavia Apple tv ne acquisì i diritti per farne una serie tv uscita sulla specifica piattaforma nell'ottobre 2022; la serie è stata però abbandonata dopo la prima stagione di dodici episodi.

## Edizioni
- Gregory David Roberts, Shantaram, collana Le tavole d'oro, traduzione di Vincenzo Mingiardi, Neri Pozza, 2006,  p. 1174, ISBN 88-545-0057-7.